# 6679 Gurzhij
6679 Gurzhij هو كويكب، يقع ضمن حزام الكويكبات. اكتشف في 16 أكتوبر 1969.

## روابط خارجية
- 6679 Gurzhij في قاعدة بيانات مختبر الدفع النفاث لأجرام النظام الشمسي الصغيرة

- الاكتشاف · مخطط المدار ·  العناصر المدارية · المعلمات المادية

- 6679 Gurzhij على موقع ويكي سكاي: DSS2, SDSS, GALEX, IRAS, Hydrogen α, X-Ray, Astrophoto, Sky Map, Articles and images